# José del Carmen Valle Gallardo
José del Carmen Valle Gallardo (* 11. Dezember 1908 in Canela; † 10. Juni 2000) war ein chilenischer Geistlicher.
Valle Gallardo wurde am 17. Dezember 1932 von José María Caro Rodríguez zum Priester für das Bistum La Serena geweiht. Papst Paul VI. ernannte ihn am 25. Juli 1963 zum Titularbischof von Germania in Numidia und Weihbischof in Iquique. Am 25. August 1963 spendete Gaetano Alibrandi, Apostolischer Nuntius in Chile, ihm die Bischofsweihe. Mitkonsekratoren waren Alfredo Cifuentes Gómez, Erzbischof von La Serena, und Arturo Mery Beckdorf, Koadjutor-Erzbischof von La Serena. Am 21. November 1966 ernannte ihn der Papst zum Bischof von Iquique. Am 9. April 1967 wurde er als Bischof inthronisiert. Am 9. Juli 1984 nahm Papst Johannes Paul II. seinen Rücktritt an.
Valle Gallardo nahm an der dritten und vierten Sitzungsperiode des Zweiten Vatikanischen Konzils als Konzilsvater teil.